# Copa de Clubes de Asia 1969
La Copa de Clubes de Asia 1969 fue la segunda edición de la Liga de Campeones de la AFC. Se disputó entre el 15 y el 30 de enero de 1969, en la ciudad de Bangkok. Participaron diez equipos. El ganador de esta edición fue Maccabi Tel Aviv FC, tras vencer en la final a partido único a Yangzee FC por 1–0.

## Primera Fase

### Grupo A
| Equipo         | Pts | PJ | PG | PE | PP | GF | GC | Dif |
| -------------- | --- | -- | -- | -- | -- | -- | -- | --- |
| Yangzee        | 8   | 4  | 4  | 0  | 0  | 17 | 1  | +16 |
| Mysore State   | 5   | 4  | 2  | 1  | 1  | 5  | 8  | -3  |
| Bangkok Bank   | 4   | 4  | 1  | 2  | 1  | 6  | 3  | +3  |
| Vietnam Police | 3   | 4  | 1  | 1  | 2  | 10 | 7  | +3  |
| Manila Lions   | 0   | 4  | 0  | 0  | 4  | 1  | 20 | -19 |

| Fecha       | Equipo         | Resultado | Equipo         |
| ----------- | -------------- | --------- | -------------- |
| 15 de enero | Bangkok Bank   | 1–1       | Vietnam Police |
| 15 de enero | Yangzee        | 5–0       | Mysore State   |
| 17 de enero | Vietnam Police | 7–0       | Manila Lions   |
| 19 de enero | Mysore State   | 1–1       | Bangkok Bank   |
| 20 de enero | Yangzee        | 7–0       | Manila Lions   |
| 21 de enero | Mysore State   | 2–1       | Vietnam Police |
| 22 de enero | Yangzee        | 1–0       | Bangkok Bank   |
| 23 de enero | Mysore State   | 2–1       | Manila Lions   |
| 24 de enero | Yangzee        | 4–1       | Vietnam Police |
| 26 de enero | Bangkok Bank   | 4–0       | Manila Lions   |

### Grupo B
| Equipo            | Pts | PJ | PG | PE | PP | GF | GC | Dif |
| ----------------- | --- | -- | -- | -- | -- | -- | -- | --- |
| Maccabi Tel Aviv  | 6   | 4  | 2  | 2  | 0  | 9  | 3  | +6  |
| Toyo Kogyo        | 6   | 4  | 3  | 0  | 1  | 6  | 3  | +3  |
| Persépolis        | 5   | 4  | 2  | 1  | 1  | 8  | 3  | +5  |
| Perak FA          | 3   | 4  | 1  | 1  | 2  | 9  | 9  | 0   |
| Kowloon Motor Bus | 0   | 4  | 0  | 0  | 4  | 2  | 16 | -14 |

| Fecha       | Equipo           | Resultado | Equipo            |
| ----------- | ---------------- | --------- | ----------------- |
| 15 de enero | Maccabi Tel Aviv | 3–2       | Toyo Kogyo        |
| 16 de enero | Perak FA         | 6–2       | Kowloon Motor Bus |
| 17 de enero | Toyo Kogyo       | 1–0       | Persépolis        |
| 19 de enero | Maccabi Tel Aviv | 5–0       | Kowloon Motor Bus |
| 20 de enero | Persépolis       | 4–2       | Perak FA          |
| 21 de enero | Toyo Kogyo       | 1–0       | Kowloon Motor Bus |
| 22 de enero | Maccabi Tel Aviv | 1–1       | Perak FA          |
| 23 de enero | Persépolis       | 4–0       | Kowloon Motor Bus |
| 24 de enero | Toyo Kogyo       | 2–0       | Perak FA          |
| 26 de enero | Maccabi Tel Aviv | 0–0       | Persépolis        |

## Segunda Fase
|  | Semifinales              | Semifinales              |   |             | Final             | Final             |  |
|  | fecha de las semifinales | fecha de las semifinales |   |             | fecha de la final | fecha de la final |  |
|  |                          |                          |   |             |                   |                   |  |
|  | 28 de enero              |                          |   |             |                   |                   |  |
|  | Maccabi Tel Aviv         | 6                        |   |             |                   |                   |  |
|  | Mysore State             | 1                        |   |             |                   |                   |  |
|  |                          |                          |   |             |                   |                   |  |
|  |                          |                          |   |             | 30 de enero       |                   |  |
|  |                          |                          |   |             | Maccabi Tel Aviv  | 1                 |  |
|  |                          | Yangzee                  | 0 |             |                   |                   |  |
|  |                          |                          |   |             |                   |                   |  |
|  |                          |                          |   |             |                   |                   |  |
|  |                          |                          |   |             | Tercer lugar      |                   |  |
|  | 28 de enero              | 28 de enero              |   | 30 de enero | 30 de enero       |                   |  |
|  | Yangzee                  | 2                        |   | Toyo Kogyo  | 2                 |                   |  |
|  | Toyo Kogyo               | 0                        |   |             | Mysore State      | 0                 |  |

## Campeón
| Bandera de Israel          |
| Maccabi Tel Aviv 1º título |